# Флебодиум
Флебодиумите (Phlebodium) са род папратовидни от семейство Многоножкови (Polypodiaceae).
Таксонът е описан за пръв път от Джон Смит през 1841 година.

## Видове
- Phlebodium areolatum
- Phlebodium aureum – Златист флебодиум
- Phlebodium decumanum